# Chrysocolle
La chrysocolle est un ancien terme désignant divers matériaux servant à la préparation de l'or mais qui s'affina jusqu'à ne plus désigner aujourd'hui qu'un seul minéral, un silicate d'hydroxyde de cuivre. Cependant, il existe un débat quant à sa nature de minéral ou de minéraloïde, son mode de création s'approchant de celui du groupe des serpentines ou des allophanes. Utilisée depuis l'Antiquité, elle peut être confondue superficiellement avec la turquoise mais sa couleur est réputée comme encore plus fine même si elle a moins de valeur. À cause de sa faible dureté et de sa teneur en eau, elle est très sensible aux fortes chaleurs et aux attaques physiques ou chimiques.

## Histoire
La chrysocolle est connue depuis l'Antiquité. Elle a été décrite par Theophraste en 315 av. J.-C..

## Étymologie
Du grec « χρυσός » (chrysos, or) et « κόλλα » (kolla, colle), son nom vient de son utilisation en tant qu'auxiliaire de fabrication pour la granulation des bijoux en or.

## Cristallographie
Ne se présente jamais en cristaux (minéral amorphe = structure cristalline désordonnée), souvent en agrégats, en veinules par remplissage de fractures, concrétions botryoïdales, masses vitreuses.
Les agrégats se présentent sous les formes suivantes : massives, terreuses, botryoïdales, radiées, stalactitiques, fibreuses, réniformes, concrétionnaires.

## Cristallochimie
C'est un produit de décomposition des minerais de cuivre, spécialement dans les régions arides.

## Gîtologie

### Associations
Elle est souvent associée à d'autres pierres à base de cuivre telles que l'azurite, la cuprite, la malachite et la turquoise mais aussi avec la calcédoine, la limonite, l'opale, et le quartz.

## Variétés
- La pierre d'Eilat, un mélange de chrysocolle, de malachite et de turquoise.
- Le quartz à chrysocolle, un assemblage de quartz et de chrysocolle.
- L'azulite, un assemblage de chrysocolle, d'azurite, de malachite, de cuprite et de dioptase.

## Gisements
Cette pierre a été trouvée à travers le monde dans plus de 2 700 endroits.
Les principaux gisements se trouvent en Allemagne (Kreischa et Schneeberg en Saxe, Lauterberg et Kupferberg en Bavière), en Australie (Broken Hill), aux États-Unis (Bisbee et Morenci en Arizona, au Nouveau-Mexique, en Utah), en Russie (Mednorudnyansk) ainsi qu'en Angleterre, au Congo-Kinshasa, en France (Alsace, Pyrénées-Orientales, Loire), en Israël, au Mexique et en Tchéquie.

## Critères de détermination
D'une légèreté et d'une tendreté extrêmes, elle peut être confondue avec la turquoise. Elle est soluble dans l'acide chlorhydrique par précipitation de la silice.

## Utilisation
Elle est utilisée en joaillerie depuis l'Antiquité, certaines pièces exceptionnelles peuvent dépasser 2 kilogrammes. Cependant, elle est généralement taillée uniquement quand elle est associée à d'autres minéraux tels que le quartz car, pure, elle est un peu trop tendre et a tendance à se craqueler. On l'utilise également comme flux pour souder l'or (comme indiqué par l'étymologie de son nom).
La chrysocolle est parfois utilisée comme minerai de cuivre. Sa toxicité due à sa teneur en cuivre permet son utilisation comme additif de peinture pour bateaux en tant qu'agent anti-fouling.

## Galerie

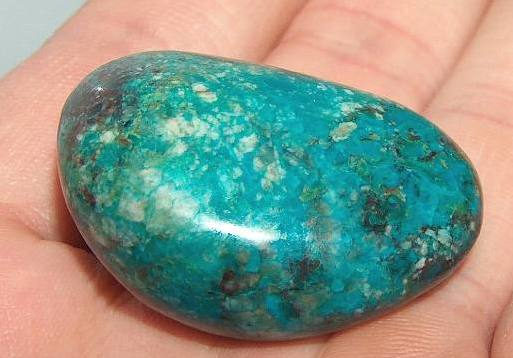
Chrysocolle polie.
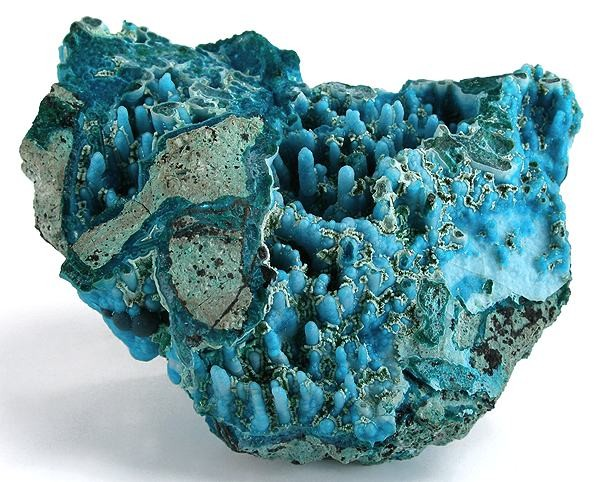
Chrysocolle stalactites, Ray mine (en), Arizona.
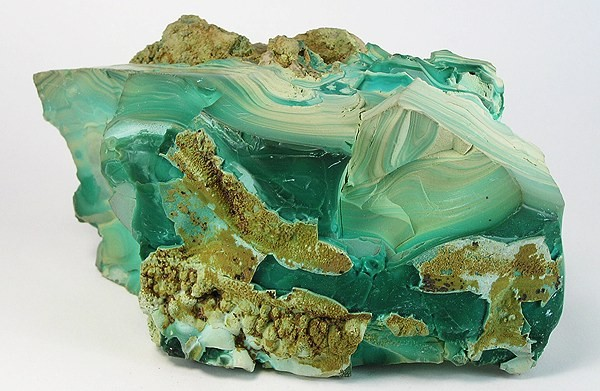
Chrysocolle rayée, Bisbee (Arizona).
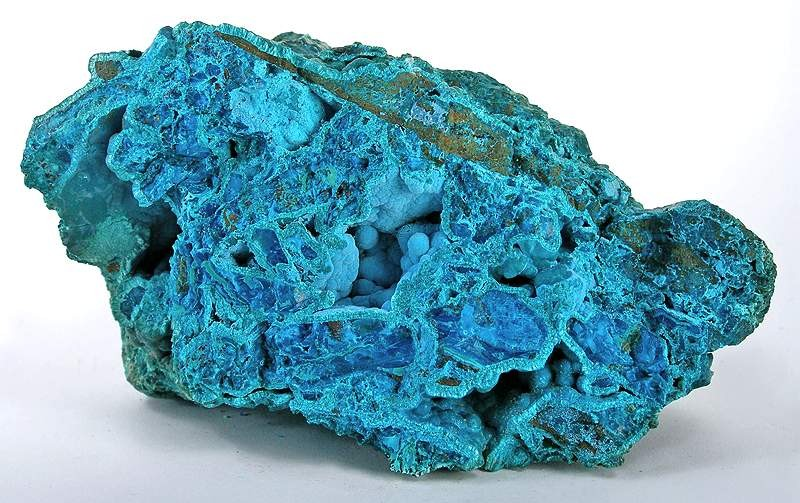
Chrysocolle poudreuse dans une druse de tyrolite, Chili.
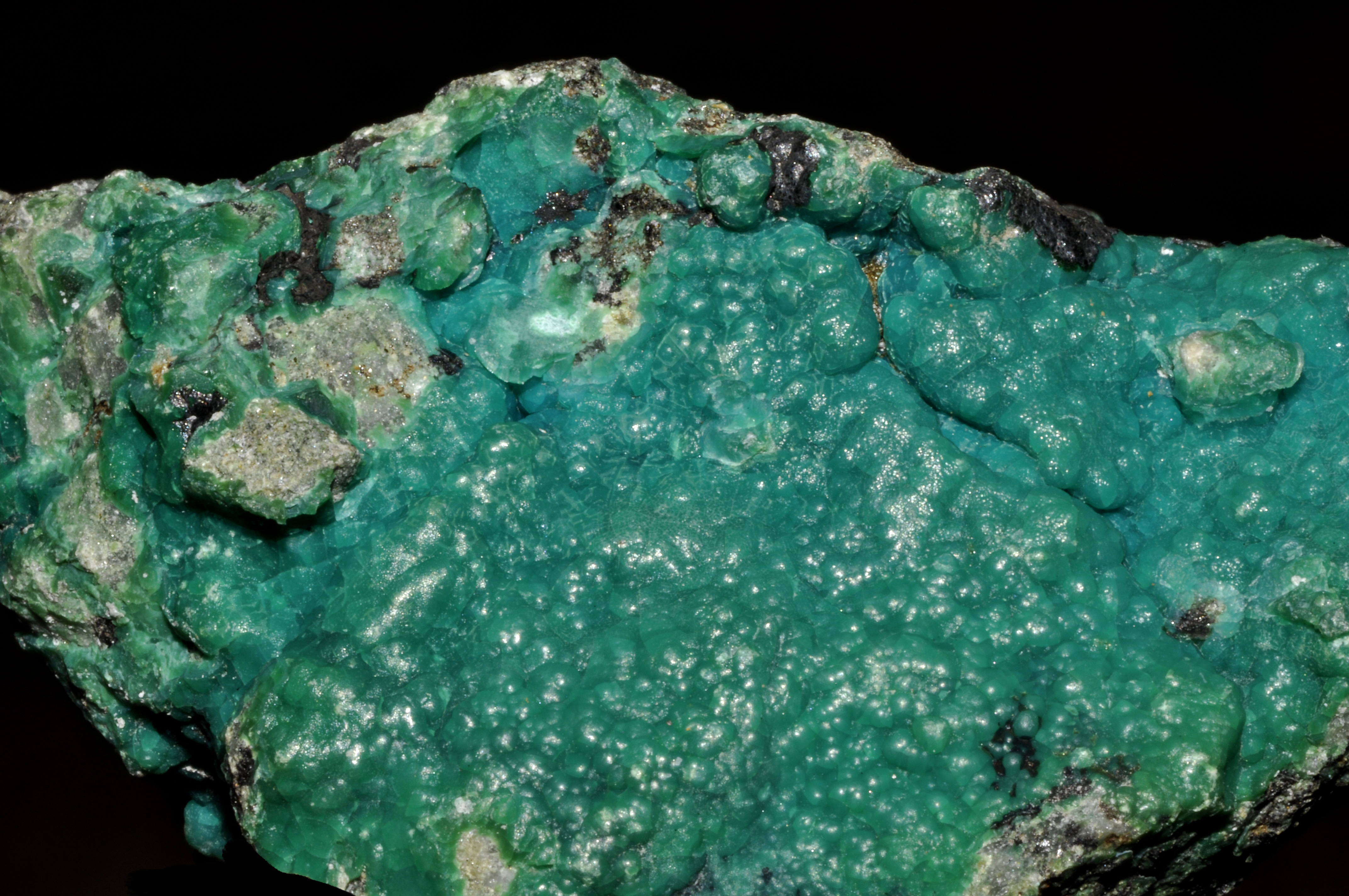
Bloc de Chrysocolle.
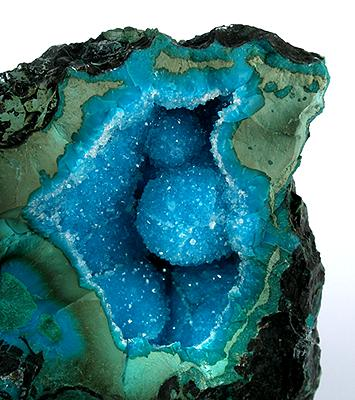
Chrysicolle en géode, en association avec du quartz.
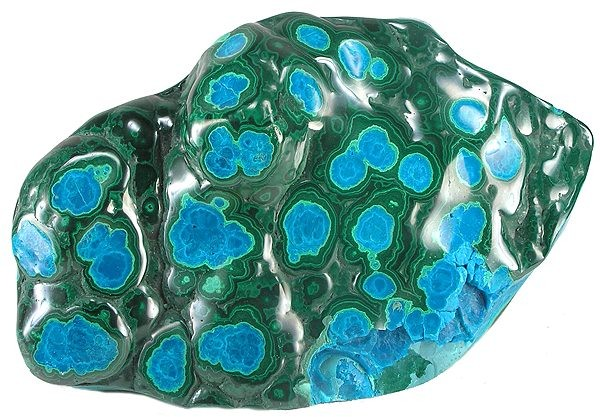
Association de malachite et de chrysocolle.
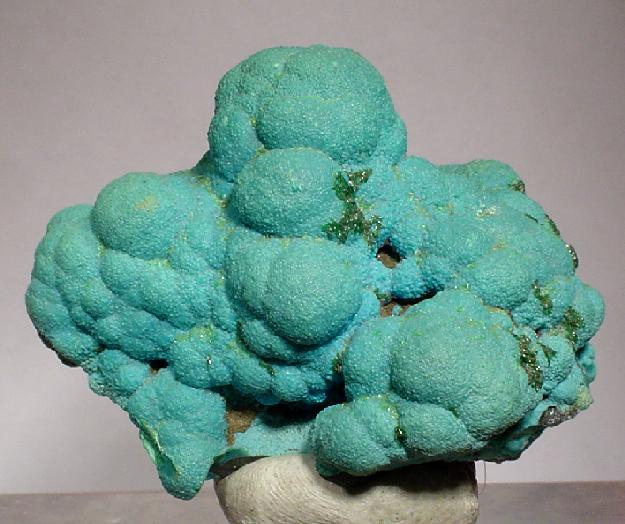
Chrysocolle de la mine de l'étoile du Congo, Lubumbashi.
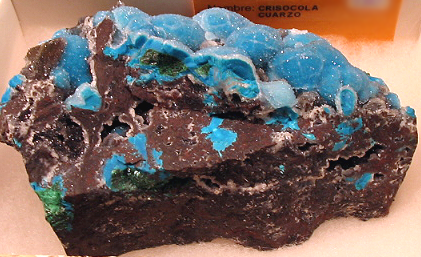
Chrysocolle associée au quartz.
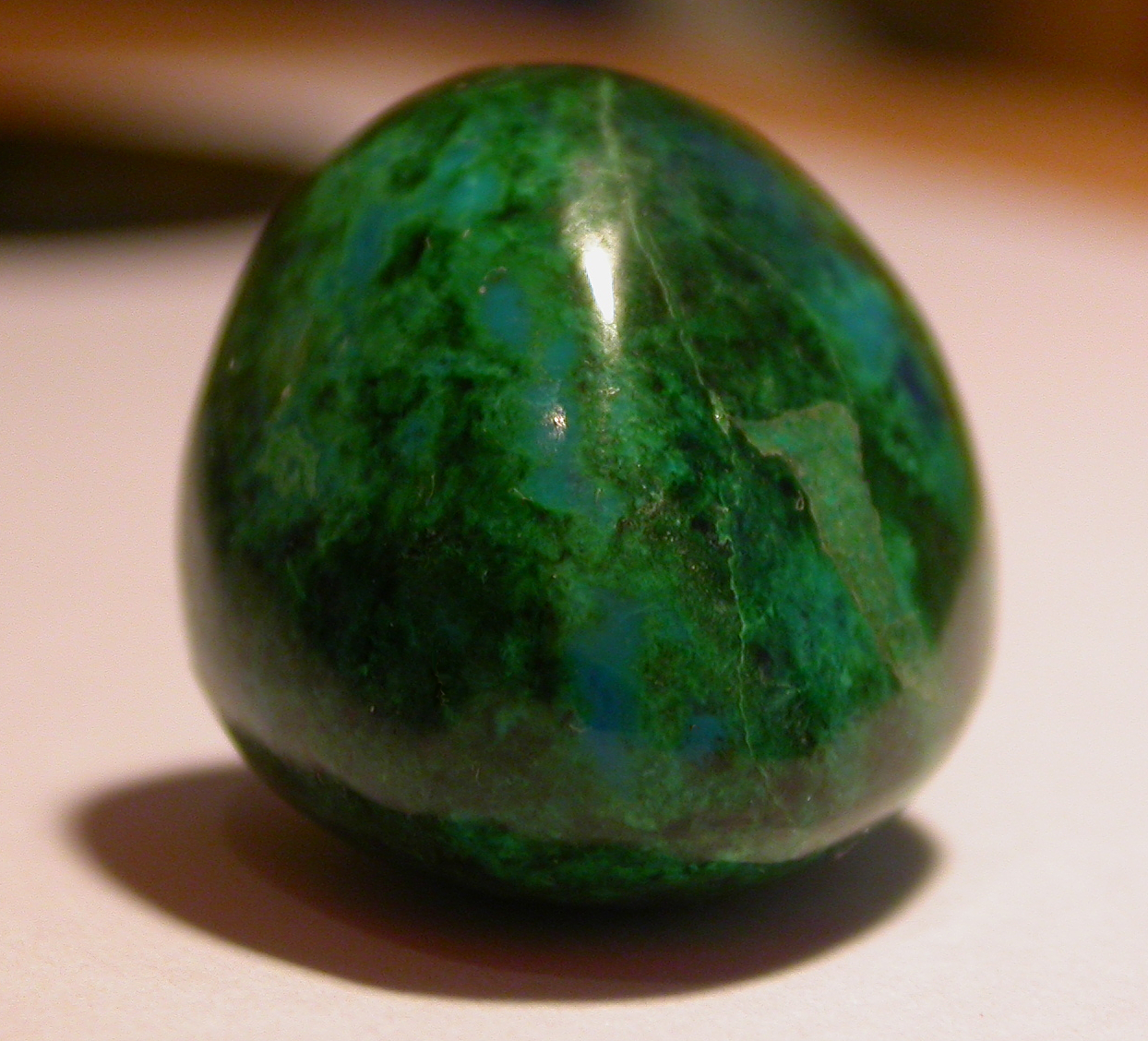
En cabochon.